# Harpiola
A Harpiola az emlősök (Mammalia) osztályának a denevérek (Chiroptera) rendjéhez, ezen belül a kis denevérek (Microchiroptera) alrendjéhez és a simaorrú denevérek (Vespertilionidae) családjához tartozó nem.
Egyes rendszerező a Harpiola nemet, a Murina nem alnemének tekinti.

## Rendszerezés
A nembe az alábbi 2 faj tartozik:
- Harpiola grisea vagy Murina grisea típusfaj
- Harpiola isodon